# 安田春雄
安田 春雄（やすだ はるお、1943年1月19日 - ）は、東京都世田谷区砧出身のプロゴルファー。

## 人物
中学生の頃に当時通っていた柔道道場の月謝を補うため、砧ゴルフ場で球拾いのバイトを始める。3年間勤務した中で球拾いをさせて貰った中村寅吉に師事し、桜町高校卒業後の1962年にプロテスト合格。
1963年には日本オープンに初出場し、優勝争いに加わったが、戸田藤一郎に敗れて6位に終わった。
1968年にはアジアサーキット・タイランドオープンでは最後のホールでダブルボギーを出してしまい、ランドール・バインズ（ オーストラリア）の2位に終わった。
1968年の中日クラウンズでは2日目からショットが絶好調で、グリーンを外したのは1度だけという切れ味を見せると、2番ではピンまで僅か5cmのショット、16番では果敢にショートカットを狙って1オン、さらには18番で15mの超ロングパットを捻じ込むなどのスーパーショットを連発。この日のベストスコア65をマークし、首位の小針春芳に1打差の単独2位に急浮上。3日目には早朝から降り続ける激しい雨に加え、午後からは強風に見舞われる最悪のコンディションで、天候と同様に他の選手達のスコアも荒れた中、2位スタートの安田は3位スタートの鈴村と共に正確なショットで手堅くスコアをまとめ、安田がトータル3アンダーで単独首位に立つ。最終日にはミスをしてもすぐに取り返す気迫のプレーを展開し、しぶといゴルフでスコアを崩さない鈴村と互いに一歩も譲らぬ接戦を演じる。安田は鈴村を1打リードして迎えた18番で第1打を林に打ち込み痛恨のボギーとなり、手堅くパーセーブした鈴村に土壇場で追いつかれ、共にトータル2アンダーでホールアウト。優勝の行方は、10、17、18番の3ホールで争われるプレーオフにもつれ込む。最初の10番、鈴村が1mにつけバーディパットを決めると、安田が1m半を外してパー。勝負が見えたかに思えたが、3ホール目の18番で安田がバーディを奪い返し、1番から1ホールごとの結果で勝敗を決めるサドンデス方式のプレーオフに突入。1番ホールに舞台を移してからも、全く互角の戦いを見せたが、5番で鈴村が第2打を右ラフへ入れてボギーを叩くも、安田も第2打を左奥の山へ打ち込んでボギー。夕闇が迫る中で迎えた6番で安田は安定したショットで無難に2オンし、一方の鈴村は第1打をラフへ打ち込み、そこからの2打目をグリーン左の崖下に落してしまう。3打目を松の枝に当て、ようやく4オン。安田は2オン2パットのパーに収め、日本ゴルフ史上最長となる1時間40分に及ぶ9ホールのプレーオフにを制し、初優勝と同時に当時の大会史上最年少優勝（25歳3ヵ月）を果たす。最後は当時28歳の鈴村と25歳の安田との体力差がくっきりと表れ、試合後に鈴村は「疲れた」と口にしたほか、あまりの長さに「両方優勝にしてやれ!」とギャラリーが声を出すほどであった。
若い頃からショットメーカーとして定評があり、切れ味抜群のアイアンショットを武器に一躍スターダムにのし上がった安田は、その後も日本のトッププレイヤーとして活躍。
1969年から1971年には3年連続で河野高明と共にワールドカップ日本代表に選出され、1969年は団体でオービル・ムーディ&リー・トレビノ（ アメリカ合衆国）に次ぎ、ロベルト・デ・ビセンツォ&レオポルド・ルイス（ アルゼンチン）、謝永郁&許渓山（ 中華民国）、シャクリー・オンシャム&スシン・スワナポン（ タイ）、ベン・アルダ&エレウテリオ・ニーバル（ フィリピン）、アンヘル・ガジャルド&ラモン・ソタ（ スペイン）を抑えての2位と健闘し、個人でもトレビノ、ビセンツォ、謝永、ムーディ、オンシャム、アルダ、河野に次ぐ7位に入る。5位で迎えた最終日に河野67、安田69と好スコアを叩き出して急浮上し、優勝したアメリカには8打及ばなかったが2位に食い込んだ。
1970年は団体でジャン・ガライアルド&バーナード・パスカシオ（ フランス）と並ぶ10位タイ、個人ではビセンツォ、デビッド・グラハム&ブルース・デブリン（オーストラリア）、アラン・ヘニング（ 南アフリカ共和国）、デーブ・ストックトン（アメリカ）、ジャン・ガライアルド&エトーレ・デラトーレ（ イタリア）に次ぎ、ピーター・バトラー（ イングランド）、フランシスコ・セルダ（ チリ）、ハロルド・ヘニング（南アフリカ）と並ぶ8位タイであった。
1969年のフィリピンオープンでは最終日を首位のニーバルに4打差でスタートし、13番から3連続バーディーでニーバルに1打差で先にホールアウト。ニーバルが最終18番でボギーにして通算5アンダーで並び、サドンデスのプレーオフに突入。1ホール目の15番でニーバルが9mのバーディーパットを外すと、安田は自動小銃を下げたボディーガード11人に守られながら5mを入れて決着し、日本人初制覇を成し遂げる。当日は相手が地元選手で現地はエキサイトし、日本の商社の人がボディーガードについてくれて、最後はパットを入れてからすぐにクラブハウスへ走った。表彰式ではフェルディナンド・マルコス大統領から優勝カップ、イメルダ・マルコス夫人から優勝賞金を授与された。師匠の中村も現地まで来て一緒に喜んでくれたほか、第2回日本プロスポーツ大賞・新人賞を受賞。
1970年の中日クラウンズでは通算アンダーパーが21人とレベルの高い激戦となった2日目に2番でエッジからチップインのイーグル、16番ミドルではビッグドライブを見せワンオンするなど大技小技ともに冴えを見せ、通算7アンダーでフィニッシュ。65をマークし、初日飛び出した藤井義将・石井裕士に代わって首位に立つ。曇り後小雨の中行われた3日目は安田のワンマンショーとなり、驚異の8アンダー62のコースレコードをマークし、この記録は2010年に石川遼が58をマークするまで40年間も破られなかった。1番バーディの後、2番ではイーグルを奪い、3番以降も快調なプレーを続ける。結局この日はノーボギーの完璧なゴルフで他を圧倒し、初日の16番から39ホールボギー無しという絶好調ぶりであった。8番ホールでは右バンカーのアゴというピンチからチップインバーディを決め、インでも11、14番ともに3メートルのバーディパットを沈めて力のこもったガッツポーズを見せた。パット数はアウト9、イン11の計20と驚異的なトーナメント記録であり、2パットは9、10、12番の3ホールのみの通算15アンダーで独走態勢に入った。最終日には安田を一目見ようと最終日に8500人のギャラリーがコースを埋め尽くすが、この日になって和合の難しさを思い知ることになる。2番でバーディを獲ったもののショットに本来の冴えが見られず、7番のショートホールではティショットを右のバンカーに落とし、通算46ホール目でついにボギーを叩いた。インに入り11番でバーディを奪うものの、13番から3連続ボギー。17番ではバンカーに捕まりボギーとし、通算12アンダーまで後退。鈴村照男・石井・河野の3人に急追されるが、なんとか73でしのいだ安田が通算12アンダーで2度目の優勝を飾り、初代「クラウンズ男」と呼ばれるようになった 。
1971年のシンガポールオープンでは2日目に66をマークして通算6アンダーで首位に立った河野を3打差3位で追いかけ、3日目には69で回って通算5アンダーで首位に躍り出る。最終日は冷静な態度でステディにプレーしようとスタート前に自身に言って聞かせ、4、6、8番でバーディーを取り、15番も取って逃げ切り態勢を固めた。終盤は2つボギーにしたが、通算7アンダーで河野、ピーター・トムソン（オーストラリア）を2打差で振り切って優勝。初出場した1964年が4位で、前年にはデビッド・グラハムとの2位タイであった同大会で海外2勝目を挙げ、2位には河野が入って日本人ワンツーとなった。
1972年には国内でのトレーニングを優先していたが、杉本、河野の優勝に刺激され、急遽第5戦からアジアサーキットに参戦。7戦目の台湾オープンで3日目に通算5アンダーで郭吉雄（中華民国）に1打差2位に付けると、最終日は前半40で後退したが後半3バーディーで通算アンダーとし、郭とのプレーオフでは5ホール目にボギーにした郭をパーで切り抜けて振り切り、海外3勝目を挙げた 。
国内では「最終日に弱い」「大詰めでしびれる」と言われていたが、第2回ゴルフダイジェストトーナメントの決勝日のインで5ホール連続バーディなどを見せて大逆転、大挽回の優勝を飾る。第1回産報クラシックでは島田幸作を抑えて優勝し  、12月には第1回静岡オープンでは青木功を抑えて初代覇者となる 。
1974年の東京チャリティークラシックでは36人がアンダーパーを出した初日に69をマークし、人見俊広・関水利晃・橘田規・矢部昭・尾崎将司・草壁政治と並んでの8位タイでスタートする。2日目には金井清一・田中文雄・菊地勝司・尾崎将と並んでの5位タイ、3日目も尾崎将と共に3日間60台で内田袈裟彦と並んでの5位タイに着けた。最終日には前日首位の青木・中村通に村上隆・尾崎将と10番で首位に並ぶ混戦を村上と共に抜け出し、通算13アンダーでホールアウト。サドンデス・プレーオフでは最初のホールで村上が第1打のティーショットをドライバーで左の池に落とすOBから崩れたため、安田は手堅く行くためにドライバーを止めて3番アイアンで打って優勝し、新規大会を3勝して「安田は"初物"に強い」と言われた。
杉本英世・河野と共に「和製ビッグ3」の一角を担い、数々のビッグトーナメントを制する。高い技術と持ち前の歯切れのいい話術を買われてテレビにも度々出演し、多いときにはレギュラー番組を4本持つなど売れっ子となる。
1976年、1978年、1980年と1年置きに東北クラシックを制す。
1976年は2日目に69、3日目に67をマークしてスチュアート・ジン（オーストラリア）、呂良煥（中華民国）と並んでの7位タイに着ける。最終日にも3日連続60台となる67をマークし、前日首位の田中と通算11アンダー277で並んでのプレーオフとなり、サドンデスによるプレーオフでは第1ホールで田中を振り切った。
1978年は大会3週間前にPGAツアープロライセンス取得のために渡米し、日射病にやられながら地区予選を通過した後に一時帰国して出場。初日に最大瞬間風速18.2mの強風に苦しみながらも草壁政治・岩下吉久・日吉稔・松井利樹と並んでの5位タイでスタートし、2日目にはアウトを4バーディー、インで3バーディー、1ボギーのベストスコア66でまとめ、通算5アンダー139で首位に立った。最終日には雨の中で前田新作・中嶋常幸との優勝争いになり、アウトでは前田に2打差付けられる。前半、前田が好調なアイアンショットとパットでバーディーを取っていくのを横目に、1m前後のバーディーパットを再三にわたって外す。安田が短いパットが極端に下手であることを知っていたギャラリーが小さな声で「外すぞ、外すぞ」と囁くが、以前ならカッとなって緊張していたところをじっと耐え、15番の第2打をピンまで50cmとバーディーは間違いない位置に付ける。安田は「このホールで前田と並んで17番のロングホールで勝負」と計算したが、前田は5mを3パットと安田の読みより早くトップに転がり込んでボギーとなり、このホールでバーディーを奪って逆転。気落ちした前田は17番でも3パットで2打差となり、中嶋も前田と同様にボギーを出して安田を追うことができず、安田が最終ホールでボギーを叩きながらも逃げ切った。通算5アンダーで2度目の優勝を飾り、優勝翌日にはニューメキシコ州で行われる本選のために再び渡米。同年の東北クラシックは、テレビ放映されたトーナメント番組の視聴率で、スリリングな試合展開が話題となり全国1位に躍り出た。
ニューメキシコでの本選では初日に77を叩いたが、2日目にはパープレーの72と持ち直し、通算5オーバー149で第3ラウンド進出を決めた。
1980年には9年ぶりにワールドカップ日本代表に選出され、鈴木規夫とペアを組んだが、団体・個人共にトップ10入りは果たせなかった。同年の日本プロマッチプレーでは2回戦で横島由一に19ホール1アップで辛勝すると、準々決勝では川田時志春と対戦。安田は夫人が川田の実姉という義兄弟の関係で「やりにくいよ」と話していたが、勝負は容赦せず6-5の楽勝。鷹巣南雄との準決勝はこれまで3試合で一度もアップを許していなかった安田が、3番で右に曲げてギブアップし、初めて相手にリードを許す展開となる。7番パー5で7mのイーグルパットを決めて追いついてから調子が出始め、中盤に4ホールを取って優位に進め、3-2で初めて決勝に進出。最終日の決勝は中嶋との対戦で、2番で中嶋がボギーとし、安田が先手を取る。中嶋は4番で20cmのバーディー、安田がボギーにした6、8番で絶妙のアプローチを見せてパーセーブし、2アップとリードした。10番で安田、11番で中嶋が取った後、安田は13番で取って反撃を開始。15番で追いつき、16番では中嶋が右OBでついに逆転。17番パー3は共にグリーンを外し、アプローチで安田が2m、中嶋は5mのパーパットを残した。狙った中嶋は1mほどオーバーし、OKに寄せた安田はボギー。中嶋はまさかの3パットのダブルボギーとして、2-1で決着。プロ19年目での日本タイトル奪取となったが、その後の3年間は優勝から遠ざかる。
1983年3月末に行われたKSB瀬戸内海オープンでは地元・新居浜商高出身で志度CCがホームコースの37歳、十亀賢二が6アンダー66の単独トップに立って盛り上がる中、安田は6打の大差をつけられる展開となった。最終日も十亀は好調で、終盤17番まで通算5アンダーの単独トップであったが、流石に硬くなったのか、最終ホールのパー5で2打目をボギーで通算4アンダーとなり、追いかける安田とのプレーオフで雌雄を決することになった。安田は前日イーブンパー72で21位、最終組から7組も前で4アンダー68のベストスコアをマークし、通算4アンダーでホールアウトした。安田は上位に浮上していたが、最終組が終わるまで1時間半もあったため、帰路の飛行便を1便早めて帰宅を急いだ。最終組の十亀がホールアウトした時に、トップに並ぶ安田はすでに高松空港のロビーにいたのである。
プレーオフが決まって関係者は安田を探していた時、すでに安田は空港にいることが判明。その時に当時スポーツ紙記者であったゴルフジャーナリストの武藤一彦はプレスルームで「まずいことになった」と感じ、高松空港に事情を話し、ロビーの安田に呼び出しをかけ、できれば折り返しコースに電話を入れてくれるよう頼んだ。やがて、5分もしないうちに安田からプレスルームに電話が入った。プレーオフになった旨を伝えると驚愕し、息を呑んで「どうしよう」と何回も口走った。安田は「ホールアウトしたときは首位と4打差で、2位には2打差しかなかったが、5、6人がひしめき、俺の優勝なんか考えもしなかった。逆転なんて誰が見たってありっこなかった」と語り、流石に慌てて「俺、失格なの?」「それとも始末書?」「どうしたらいいの?」と矢継ぎ早に武藤に質問。
プレーオフの権利を放棄することは罰則の対象ではなかったが、その後は本部役員との話となった。結局優勝は十亀、2位に安田と決まり、プロゴルフ界では以来、優勝争いをする者は最終組がホールアウトするまでコースの外に出ない、という取り決めが常識となった。
ちなみに十亀の最終ホール、最後のパットは1.5mあった。武藤は後に「もし、あのパットが入っていなければ、優勝は安田に転がり込んでいた。すると優勝者がいない表彰式が行われていたのだな、と思うとぞっとした。」と振り返っている。
1984年の三菱ギャランでは初日を前田新作・伊能一郎・小林恵一・増田光彦と共に4アンダー68の5位タイでスタートし、2日目も68をマークして首位に立つ。3日目にも3日連続60台となる69の好スコアをマークし、通算11アンダー205での首位を守る。最終日には5バーディー、3ボギーの70をマークし、通算13アンダー275で山本善隆・井上幸一に4打差付けて優勝 。2日目から安定したショットで首位を守り続けての逃げ切り勝ちで4年ぶりの優勝を飾ったが、これがレギュラーツアー最後の優勝となった。
1989年にはダンロップオープン4位、ブリヂストン阿蘇6位、三菱ギャラン7位など5試合でベスト10入りするなど若手を凌ぐ頑張りを見せたが、7月から9月中旬までの間の9試合で棄権2試合、予選落ち4試合と猛暑の中では疲れが目立った。アイアンの切れ味とテクニックは衰えを見せず、パーオン率63.86は19位、平均ストロークは72.66の28位に付けた。
1993年からはシニアツアーに参戦し、ここでもコンスタントに上位入賞を果たす。1994年・1995年と旭国際ヴィンテージを連覇すると、1996年にはシニアのメジャー初制覇となったTPCスターツで、シニア公式戦10勝目を目指す金井と優勝を争い、3打差で逃げ切った。
1993年の日本オープンでは初日に1番でいきなりチップインバーディーを奪うなど、5アンダー66をマークし、首位に立って周囲を驚かせた。試合後には「いいスコアが出せて幸せ者だ」と話し、日本オープン初出場の時に戸田が作った最年長優勝記録に今度は自分が挑戦することとなり、「1日だけじゃ格好悪いから、もう1日頑張るよ」と笑わせた。
1996年のノベルKSBオープンでは最終日に大会のベストスコアタイ65を出し、前日の27位タイから7位に食い込んだ。
1998年の中日クラウンズでは娘をキャディに気持ち良くプレーし、最終日には7バーディー、1ボギー、大会のベストスコア64で回った。
2002年には6年ぶりシニア通算4勝目が懸かったビックライザックで、欧州シニアツアーの賞金王・海老原清治と優勝を争い、最終日スコアを伸ばすことができず惜しくも2位に終わる。シニア入り後もレギュラーツアーにチャレンジするなど、還暦を迎えても挑戦意欲は旺盛であり、2003年は7試合に出場してHTBシニア2位タイがベストであった。
60歳になった2005年には肺癌（ステージ4）が発覚し余命1年と宣告されたものの、手術や抗がん剤、放射線治療に耐えて克服し、2010年には67歳にしてスターツシニア（スーパーシニア）で優勝を果たす。
マルマン、大徳興業を経て、現在は第一元商所属。

## 主な優勝

### レギュラー
- 1968年 - 中日クラウンズ
- 1969年 - 関東プロ
- 1970年 - 中日クラウンズ ・ '70ダンロップトーナメント
- 1971年 - 読売国際オープン
- 1972年 - 静岡オープン ・ ゴルフダイジェストトーナメント ・ 産報クラシック
- 1974年 - ソニーチャリティークラシック
- 1975年 - ジャパンプロアマチャリティクラシック
- 1976年 - 東北クラシック
- 1978年 - 東北クラシック
- 1980年 - 東北クラシック ・ '80日本プロマッチプレー
- 1984年 - 三菱ギャラントーナメント

### シニア
- 1994年 - 旭国際ヴィンテージクラシック
- 1995年 - 旭国際ヴィンテージクラシック
- 1996年 - TCPスターツシニア

### 海外
- 1969年 - フィリピンオープン
- 1971年 - シンガポールオープン
- 1972年 - 台湾オープン

## レギュラー番組
- 安田春雄の実戦ゴルフ（テレビ東京）